# The Faceless
The Faceless é uma banda estadunidense de death metal técnico de Encino (vizinhança de Los Angeles), Califórnia. Eles lançaram seu álbum de estreia Akeldama em novembro de 2006, e em seguida Planetary Duality, em novembro de 2008. O terceiro álbum da banda, Autotheism foi lançado em 14 de agosto de 2012.

## História
A banda foi formada em 2004 pelo guitarrista Michael Keene e pelo baixista Brandon Giffin. No outono de 2005 começaram a trabalhar em um EP de quatro músicas, que viria a se chamar Akeldama. Depois de gravar as faixas de bateria, Brett Batdorf deixou a banda. Depois de uma pausa no processo de gravação, a banda decidiu fazer do EP um álbum, e recrutou vários bateristas para terminar as faixas para as músicas remanescentes.
Depois do lançamento do Akeldama a banda fez várias turnês com bandas como Necrophagist, Decapitated, Nile e The Black Dahlia Murder. Muitos bateristas passaram pela banda antes do baterista Lyle Cooper entrar para a formação.
Planetary Duality estreou na posição 119 da Billboard 200. O álbum foi aclamado pela crítica e levou a banda um novo patamar de sucesso.
Logo depois do lançamento eles entraram em turnê com bandas como Meshuggah, Lamb of God e In Flames. Antes de sua apresentação no California Metal Fest, Giffin anunciou que ele não estaria mais na banda. A banda anunciou que eles tocariam no The Summer Slaughter Tour de 2010 juntamente com bandas como Decapitated, All Shall Perish e Decrepit Birth.
Em maio de 2011, Keene confirmou via facebook que Geoffrey Ficco substituiria Derek Rydquist como vocalista da banda. Ficco cantou na faixa de pré-produção “The Eidolon Reality” para visualização no Youtube. Em abril de 2011, o baixista Eva Brewer da banda Animosity, substituiu Griffin.
Em março de 2012, o guitarrista Steve Jones deixou a banda e foi substituído por Wes Hauch, deixando Keene como o último membro fundador ainda na banda. Keene escreveu Autotheism quase inteiramente enquanto era o único membro da banda, com exceção da faixa "Ten Billion Years", que foi trazida por Wes Hauch e foi reescrita por Hauch e Keene, mantendo uma grande porção do arranjo original da Hauch com a incorporação de elementos de assinatura do The Faceless.
Autotheism estreou como número 50 da Billboard 200 e atingiu a primeira posição das músicas do gênero da rádio CMJ.
A banda, juntamente com bandas como Cannibal Corpse, Between the Buried and Me e Periphery fizeram parte do festival Summer Slaughter Tour, de 2012.
Em janeiro de 2013, Cooper deixou a banda, e postou no facebook sobre sua saída—o motivo teria sido que os objetivos e interesses da banda não com os seus. Alex Rudinger, ex-membro do The HAARP Machine, tornou-se o novo baterista em tempo integral da banda.
Em 14 de fevereiro de 2014, Wes Hauch anunciou que estava deixando a banda. Em 20 de outubro do mesmo ano, Evan Brewer e Alex Rudinge anunciaram em suas páginas pessoais do facebook que eles estavam deixando a banda para seguir outros projetos. Em 4 de dezembro de 2014 o vocalista Geoffrey Ficco anunciou sua saída da banda, deixando Kenee como o único membro da banda.
Em 25 de fevereiro de 2015, The Faceless anunciou Justin McKinney (do Zenith Passage) como novo guitarrista base da banda via Facebook. Em 12 de abril de 2015, Michael Keene anunciou o retorno do membro fundador e baixista Brandon Giffin, que aparecerá no próximo álbum da banda com título prévio "In Becoming A Ghost".

## Membros da banda
| membros atuais - Michael “Machine” Keene – guitarra solo (2004–presente), Voz limpa, vocoder (2006–present), Teclado, programação, sequenciamento (2011–present) - Brandon Giffin – baixo (2004–2010, 2015–present) - Justin McKinney – guitarra base (2015–present) - Julian Kersey – vocalista (2015–present) - Chason Westmoreland – baterista (2015–present) | ex-membros - Steve Jones – guitarra base guitar (2004–2012) - Bret Batdorf – bateria (2004–2006) - Jeff Ventimiglia – guitarra solo vocais (2004–2005) - Mikey Domingo – guitarra solo vocais (2004; died 2014) - Marco Pitruzzella – bateria (2004) - Zack Graham – bateria, backing vocais (2004) - Elliott Sellers – bateria (2004) - Michael Sherer – teclados (2005–2006) - Derek “Demon Carcass” Rydquist – guitarra solo vocais (2006–2011) - Nick Pierce – bateria (2006) - Lyle Cooper – bateria (2007–2013) - Jarrad Lander – baixo guitar (2010) - Geoffrey Ficco – guitarra solo e vocais (2011–2014) - Evan Brewer – baixo (2011–2014) - Wes Hauch – guitarra base (2012–2014) - Alex Rüdinger – baterista (2013–2014) | membros em tour - Mica "Maniac" Meneke – guitarra solo vocais (2008) - Nico Santora – guitarra base (2014) membros de sessão - Navene Koperwies – bateria (2006) - Andy Taylor – bateria (2006) - Matthew Blackmar – teclados (2008) - Tara Keene – backing vocais (2012) - Sergio Flores – saxophone (2012) |

Linha do tempo

## Discografia
Álbums
- Akeldama (Sumerian Records, 2006)
- Planetary Duality (Sumerian Records, 2008)
- Autotheism (Sumerian Records, 2012)
- In Becoming a Ghost (Sumerian Records, 2017)

Demo álbums
- Nightmare Fest (2006)